# مبانازین
مبانازین (با نام تجاری Actomol) یک مهار کننده مونوآمین اکسیداز (MAOI) و از خانواده هیدرازین‌ها است که قبلاً در دهه ۱۹۶۰ به عنوان ضد افسردگی استفاده می‌شد، اما امروزه به دلیل خطر سمیت کبدی از بازار خارج شده‌است.